# Rebelia marpessa
Rebelia marpessa är en fjärilsart som beskrevs av Leo Sieder 1948. Rebelia marpessa ingår i släktet Rebelia och familjen säckspinnare. Inga underarter finns listade.